# Quasi-délit en droit civil français
Ne doit pas être confondu avec Délit pénal, Délit civil ou Quasi-contrat en droit civil français.
 (février 2015).
Améliorez-le ou discutez des points à vérifier. 
Le quasi-délit est une notion juridique qui désigne une faute. Ce terme désigne un fait par lequel une personne, sans malignité, mais par une imprudence inexcusable, cause un tort à une autre personne. Le quasi-délit est donc un fait non intentionnel qui cause à autrui un dommage et qui crée une obligation de le réparer.

## Les origines dans le droit romain
En droit romain la responsabilité contractuelle est distinguée de la responsabilité quasi-délictuelle du fait d’autrui. Dans son Digeste Ulpien justifie ceci de la manière suivante : « En effet, comme l’action établie contre lui ne provient ni d’un délit, ni d’un contrat, et que cependant il est, jusqu’à un certain point, en faute, pour avoir employé de mauvaises personnes, il est réputé tenu comme par méfait ».

## Droit civil français
La responsabilité délictuelle résulte d’une faute correspond au délit, elle est sanctionnée par le nouvel article 1240 du Code civil depuis la réforme du droit des contrats de 2016 (ancien article 1382). Il faut la différencier de la responsabilité quasi-délictuelle résultant d’une imprudence, d’une négligence, d’une maladresse d’une inattention mais aussi du fait d’une personne ou d’une chose dont on a la garde. Cette responsabilité quasi-délictuelle est sanctionnée par l’article 1241 du Code civil (ancien article 1383). Il n’y a pas d’élément intentionnel. Il faut aussi distinguer la responsabilité quasi-délictuelle de la responsabilité contractuelle, de la responsabilité pénale…
Comme pour toute responsabilité extra-contractuelle, pour obtenir des dommages-intérêts, il faut démontrer une faute, un dommage et un lien de causalité. Cette responsabilité quasi-délictuelle peut être engagée à la suite d'un fait personnel, pour un fait d’autrui (lorsque l’on est responsable de la personne) mais aussi du fait des choses (animaux, bâtiments…) dont on a la responsabilité. La victime pourra intenter une action en responsabilité. Gaïus et Justinien ont rapproché les quasi-délits des délits privés, dans le sens où tous les deux font naître une obligation (droit qui va trouver sa place dès l’époque romaine).La responsabilité est une composante essentielle du quasi-délits.
En vertu de l'ancien article 1382, nouvel article 1240, du Code civil français, « tout fait quelconque de l'homme, qui cause à autrui un dommage, oblige celui par la faute duquel il est arrivé à le réparer ». L'ancien article 1383, nouvel article 1241, ajoute que « chacun est responsable du dommage qu'il a causé non seulement par son fait, mais aussi par sa négligence ou par son imprudence ». Le quasi-délit est donc une source d'obligations constituée des faits fautifs ayant créé un dommage, et non d'une convention. Cette faute ne doit pas être une faute punissable, un délit ou un crime.
Le quasi-délit s'interprète comme une obligation dont l'origine n'est ni conventionnelle, ni l'autorité publique, mais comme une conséquence involontaire des faits.
Si petits que soient les dommages, ils donnent droit à réparation, dès lors qu'ils sont causés par une faute. Si grands que soient les dommages, ils ne créent pas d'obligation de les réparer s'il n'y a pas de faute.
Comme en matière de responsabilité civile délictuelle, la demande de réparation pour la responsabilité quasi-délictuelle relève de la procédure civile devant les juridictions civiles ou administratives. Une demande en réparation peut toutefois également être introduite à l'occasion d'une instance pénale devant les juridictions répressives. Cette demande relèvera toujours de la procédure civile, alors même que l'instance principale obéira aux règles de la procédure pénale.
Elle est susceptible de s'éteindre à tout moment par une transaction, contrairement aux actions publiques.